# 乌克兰第66机械化旅
第66机械化旅（烏克蘭語：  66-та окрема механізована бригада）是乌克兰陆军的一个旅，該旅成立于2022年4月18日。2022年12月，该旅在頓涅茨克州與俄軍作戰。